# 三島宗麻呂
三島 宗麻呂（みしま の むねまろ、生没年不詳）は、奈良時代の人物。名は崇麻呂とも記される。姓は県主のち宿禰。官位は淡路守・外従五位下。

## 出自
三島県主（宿禰）氏は安閑元年閏12月条に登場する三島県主飯粒の末裔で、『新撰姓氏録』「右京神別」に、「神魂命十六世孫建日穂命之後也」」とある。神護景雲3年（769年）2月には三島県主広調（ひろつき）らが宿禰姓を賜与されている。

## 経歴
聖武朝の天平7年（735年）9月、経師として布施の絁、布を充てられているのが史料における初出。同10年（738年）2月、写経に従い、写経司より布を充てられている。3月にも写経に従い、11月に写経司の経師と記されている。
同11年（739年）正月、写経司の上日（出仕日）があり、得考、舎人と見え、4月、写経司の経師として布施銭を充てられ、5月、上日があり、得考と見え、6月、手実（個人が実情を申告した文書）があり、7月、写経に従い、8月、その上日が見え、8月、その上日が見え、その手実があり、9月、布施銭を充てられ、その上日が見え、10月、その上日が2回見え、11月、写経に従い、12月、上日が見え、この年の上日が見え、得考とあり、写経に従っている。
同13年（741年）5月、手実があり、写経生歴名に見える、同15年（743年）9月、題師と見える。
同18年（746年）4月、写経司の経師として布施銭を充てられ、紙を充てられ、6月、手実があり、7月、筆を充てられ、9月、写経に従い、10月、写金字経所で国分最勝王経の題師として布施銭を与えられ、11月筆を充てられ、12月、その手実がある。
同19年（747年）正月、市原官経を写し、布施銭を充てられ、7月、8月、千手経紙を充てられ、9月、紙を受け、12月、手実があり、東大寺写経所の経師として布施布を充てられている。
同20年（748年）2月、3月、いずれも写経に従い、4月、写経後所で写経に従い、同所で布施布を充てられ、6月にも同上所より題師として布施布を充てられている、犬甘命婦宣の陀羅尼経を写し、7月、千部法花経紙墨充帳に名前が見え、経師校生注文に堂番と見える。この月より翌年6月までの上日が見える。そのうち、8、9月は不仕、散位・従八位上、写紙350張、題経3,759巻、伴奉礼仏2度と見える。10月、写経所の題師として布施布を充てられ、12月、題師と見える。
同21年（749年）3月、東大寺写一切経所、写書所の題師として布施布を充てられ、また題師と見え、改元した天平感宝4月写疏所の題師として布施銭を与えられ、写経に従っている・
孝謙朝となり、改元した天平勝宝元年7月、紙を充てられ、これを請け、8月、写書所の題師として布施布を充てられ、この月より翌年7月までの上日が見え、散位・正八位上と見える。9月、一切経の検納にあたり、この月、東大寺写一切経所の題師と見え、12月、写書所の題師として布施布を充てられている。
同2年（750年）正月、造東寺司返送文に「知」と見え、3月、題師として布施布を充てられ、御願八十花厳経を写し、散位・従七位上とある。4月、経紙の検定にあたり、打界帳に「知」と見え写書所の題師として布施布を充てられている、5月、写書所食口帳に署し、6月「知」と見え、写書所の題師として布施布を充てられ、7月、筆墨を請い、経の出納にあたり、写書所解に署し、題師として布施布を充てられ、筆墨を請い、経の出納にあたり、この月より翌年7月のまでの上日が見え、正月より竪子所へ出仕し、散位・従七位上と見える。9月、経紙の検定にあたり、10月、紙の出納にあたり。写書所解に署し、題師として布施布を充てられ、造東大寺司の題師として布施布を充てられ、題師と見えるが、抹消されている。この年、考紙幷銭を進上し、校生の下にその名が現れている。
同3年（751年）2月、造東寺司解に署し、また題師として布施布を充てられ、散位と見える。6月、写書所告朔解に署し、散位を見える、8月、写書所解に署し、また題師と見え、10月、写書所解に署し、12月も同様に記されている。このほか、経紙の出納にあたったものとして、
- 正月[83]。2月[84]。3月[85]。4月[86]。5月[87]。6月[88]、7月[89]。8月[90]。9月[91]。10月[92]。11月[93]。12月[94]。

があげられる。
同4年（752年）閏3月、東大寺写経所返疏文に署し、散位・従七位上と見える。5月、六十花厳経を写し、大倭国大目と見え、8月、上日帳に6月の上日が抹消してある。このほか、経紙の出納にあたったものとして、
- 正月より3月[98]。閏3月[99]。4月[100]。5月[101]。8月[102]。

があげられる。
同5年（753年）6月、巻鈔紙を充てられ、12月写書所の経師として布施布を充てられている。
同6年（754年）5月、楞伽経（りょうがきょう）を写し、7月、六十花厳経を写し、8月、写経所の経師として布施布を充てられている。
その後、しばらく記録が途絶えるが、淳仁朝の天平宝字2年（758年）9月、造東大寺司の題師として布施布を充てられ、東寺写経所の題師として布施布を充てられ、内記・正六位下と見える。11月、越中掾・正六位下と見える。同3年（759年）11月、越中国砺波郡伊加流伎野、石粟村、同射水郡須加野、鳴戸野など、同新川郡大藪野、丈部野の各東大寺田図の奥書に、「正六位下行掾」として越中国掾として国判を加えているのも同じ人物であるとされている。
称徳朝の天平神護3年（767年）3月、奉写御執経所別当・図書大亮・六位上とあり、4月には同上所移に署し、図書大亮・正六位上とある。5月、7月も同じように記されている。神護景雲2年（768年）2月、同3年（769年）3月、奉写一切経所の別当、図書大亮、正六位上と見える。12月に正六位上から外従五位下に昇叙する。同4年（770年）7月に宿禰を賜姓される。
光仁朝の宝亀5年（774年）外従五位下・図書大亮と見え、7年（776年）3月には淡路守になっている。以後の記録は存在していない。

## 官歴
注記のないものは『続日本紀』による
- 天平7年（735年）9月：見経師。11月：見写経司経師（『大日本古文書』による）
- 天平11年（739年）正月：見写経司舎人。4月：見写経司の経師（『大日本古文書』による）
- 天平13年（741年）9月：見題師（『大日本古文書』による）
- 天平19年（747年）12月：見東大寺写経所経師（『大日本古文書』による）
- 天平20年（748年）7月：見散位・従八位上・8月：不仕。9月：不仕。12月：見題師（『大日本古文書』による）
- 天平21年（749年）3月：見東大寺写一切経所・写書所題師（『大日本古文書』による）
- 天平感宝元年（749年）4月：見写疏所題師（『大日本古文書』による）
- 天平勝宝元年（749年）8月：見写書所題師・散位・正八位上。9月：東大寺写一切経所題師。12月：見写書所題師（『大日本古文書』による）
- 天平勝宝2年（750年）3月：見散位・従七位上。4月：見写書所題師。6月：見写書所題師。7月：見写書所題師。10月：見写書所題師・造東大寺司題師（『大日本古文書』による）
- 天平勝宝3年（751年）正月：見竪子所出仕・散位・従七位上。2月：見造東寺司題師・散位。6月：見散位。8月：見写書所題師（『大日本古文書』による）
- 天平勝宝4年（752年）閏3月、見散位・従七位上。5月：見大倭国大目（『大日本古文書』による）
- 天平勝宝5年（753年）12月：見写書所経師（『大日本古文書』による）
- 天平勝宝6年（754年）8月：見写経所経師（『大日本古文書』による）
- 天平宝字2年（758年）9月：見造東大寺司題師・東寺写経所題師・内記・正六位下。11月：見越中掾・正六位下（『大日本古文書』による）
- 天平神護3年（767年）3月、見奉写御執経所別当・図書大亮・六位上。4月：見図書大亮・正六位上（『大日本古文書』による）
- 神護景雲2年（768年）2月：見奉写一切経所別当、図書大亮、正六位上（『大日本古文書』による）
- 神護景雲3年（769年）3月：同上（『大日本古文書』による）。12月11日：外従五位下
- 神護景雲4年（770年）7月25日：宿禰賜姓
- 宝亀5年（774年）見外従五位下・図書大亮（『大日本古文書』による）
- 宝亀7年（776年）3月3日：淡路守